# Jens Veggerby
Jens Veggerby (Copenhague, 20 de octubre de 1962) es un deportista danés que compitió en ciclismo en las modalidades de pista, especialista en las pruebas de medio fondo y madison, y ruta.
Ganó dos medallas en el Campeonato Mundial de Ciclismo en Pista, oro en 1993 y plata en 1992, y cuatro medallas en el Campeonato Europeo de Ciclismo en Pista entre los años 1990 y 1997.

## Medallero internacional
| Campeonato Mundial | Campeonato Mundial  | Campeonato Mundial | Campeonato Mundial |
| Año                | Lugar               | Medalla            | Competición        |
| ------------------ | ------------------- | ------------------ | ------------------ |
| 1992               | Valencia (España)   | Medalla de plata   | Medio fondo (P)    |
| 1993               | Hamar (Noruega)     | Medalla de oro     | Medio fondo        |
| Campeonato Europeo |                     |                    |                    |
| Año                | Lugar               | Medalla            | Competición        |
| 1990               | Grenoble (Francia)  | Medalla de plata   | Ómnium             |
| 1990               | Grenoble (Francia)  | Medalla de oro     | Madison            |
| 1996               | Zúrich (Suiza)      | Medalla de oro     | Madison            |
| 1997               | Dortmund (Alemania) | Medalla de oro     | Madison            |

1. ↑  Campeonato Europeo realizado sólo para la disciplina de ómnium.
2. 1 2 3  Campeonato Europeo realizado sólo para la disciplina de madison.

## Palmarés en pista
- 1989

1.º en los Seis días de Copenhague (con Danny Clark)
- 1990

Campeón de Europa de Madison (con Pierangelo Bincoletto)
- 1991

1.º en los Seis días de Copenhague (con Danny Clark)
- 1992

1.º en los Seis días de Amberes (con Stan Tourné)
1.º en los Seis días de Gante (con Etienne De Wilde)
- 1993

 Campeón del mundo de medio fondo detrás de motocicleta
1.º en los Seis días de Copenhague (con Rolf Sørensen)
- 1994

1.º en los Seis días de Amberes (con Etienne De Wilde)
1.º en los Seis días de Stuttgart (con Etienne De Wilde)
- 1995

1.º en los Seis días de Herning (con Jimmi Madsen)
- 1996

Campeonato de Europa Madison  (con Jimmi Madsen)
 Campeón de Dinamarca de Madison (con Jimmi Madsen)
1.º en los Seis días de Stuttgart (amb Jimmi Madsen)
- 1997

Campeonato de Europa Madison (con Jimmi Madsen)
1.º en los Seis días de Copenhague (con Jimmi Madsen)
1.º en los Seis días de Herning (con Jimmi Madsen)
1.º en los Seis días de Berlín (con Olaf Ludwig)
- 1998

1.º en los Seis días de Bremen (con Jimmi Madsen)

## Palmarés en ruta
- 1982

Vencedor de una etapa de la Vuelta a Suecia
- 1988

Vencedor de 2 etapas del United Texas Tour
- 1989

Vencedor de una etapa del Tour de Romandía.

### Resultados en el Tour de Francia
- 1988. 113.º de la clasificación general
- 1989. eliminado (10.º etapa)

### Resultados al Giro de Italia
- 1984. 40.º de la clasificación general
- 1985. 40.º de la clasificación general
- 1986. 27.º de la clasificación general
- 1988. Abandona (12.º etapa)